# The Book of Souls: Live Chapter
《The Book of Souls: Live Chapter》는 영국의 헤비 메탈 밴드 아이언 메이든의 라이브 음반이자 비디오로, 2016년~2017년 The Book of Souls World Tour를 통해 녹음되었다. 2017년 11월 17일, 발매된 이 음반은 토니 뉴턴이 프로듀싱을 맡았고 스티브 해리스가 공동 프로듀서를 맡았다. 이로써 이 밴드의 라이브 음반은 2002년 《Beast over Hammersmith》 이후 케빈 셜리가 프로듀싱을 하지 않은 첫 번째 음반이 되었다.
11월 11일, 이 동영상은 유튜브를 통해 생중계되었다. 또한 오디오와 함께 디지털 구매도 가능하며, 실제 버전은 발표되지 않았다.

## 곡 목록
모든 곡들은 특별한 언급이 없는 한 스티브 해리스에 의해 작사/작곡하였다.
| #  | 제목                        | 작사·작곡               | 재생 시간 |
| -- | --------------------------- | ----------------------- | --------- |
| 1. | 〈If Eternity Should Fail〉 | 브루스 디킨슨           | 7:46      |
| 2. | 〈Speed of Light〉          | 아드리안 스미스, 디킨슨 | 5:08      |
| 3. | 〈Wrathchild〉              |                         | 2:59      |
| 4. | 〈Children of the Damned〉  |                         | 5:14      |
| 5. | 〈Death or Glory〉          | 스미스, 디킨슨          | 5:15      |
| 6. | 〈The Red and the Black〉   |                         | 13:17     |
| 7. | 〈The Trooper〉             |                         | 4:05      |
| 8. | 〈Powerslave〉              | 디킨슨                  | 7:31      |

| #  | 제목                        | 작사·작곡         | 재생 시간 |
| -- | --------------------------- | ----------------- | --------- |
| 1. | 〈The Great Unknown〉       | 스미스, 해리스    | 6:50      |
| 2. | 〈The Book of Souls〉       | 야닉 거스, 해리스 | 10:49     |
| 3. | 〈Fear of the Dark〉        |                   | 7:34      |
| 4. | 〈Iron Maiden〉             |                   | 6:05      |
| 5. | 〈The Number of the Beast〉 |                   | 5:06      |
| 6. | 〈Blood Brothers〉          |                   | 7:35      |
| 7. | 〈Wasted Years〉            | 스미스            | 5:38      |

## 참여 인원

### 아이언 메이든
- 브루스 디킨슨 - 리드 보컬
- 데이브 머레이 - 기타
- 야닉 거스 - 기타
- 아드리안 스미스 - 기타, 백 보컬
- 스티브 해리스 - 베이스, 백 보컬
- 니코 맥브레인 - 드럼

## 차트
| 차트 (2017년)                        | 순위 |
| ------------------------------------ | ---- |
| 오스트레일리아 앨범 (ARIA)           | 17   |
| 오스트리아 앨범 (Ö3 오스트리아)      | 10   |
| 벨기에 앨범 (울트라탑 플랑드르)      | 21   |
| 벨기에 앨범 (울트라탑 왈로니아)      | 32   |
| 캐나디안 앨범 (빌보드)               | 44   |
| 체코 앨범 (ČNS IFPI)                 | 30   |
| 네덜란드 앨범 (메하하르츠)           | 23   |
| 핀란드 앨범 (수오멘 비랄리넨 리스타) | 8    |
| 프랑스 앨범 (SNEP)                   | 40   |
| 독일 앨범 (Offizielle 탑 100)        | 5    |
| 헝가리 앨범 (MAHASZ)                 | 8    |
| 아일랜드 앨범 (IRMA)                 | 46   |
| Italian Albums (FIMI)                | 17   |
| 노르웨이 앨범 (VG-리스타)            | 19   |
| 폴란드 앨범 (ZPAV)                   | 28   |
| 포르투갈 앨범 (AFP)                  | 10   |
| 스코틀랜드 앨범 (OCC)                | 12   |
| 스페인 앨범 (PROMUSICAE)             | 7    |
| 스웨덴 앨범 (스베리예토프리스탄)     | 8    |
| 스위스 앨범 (슈바이처 히트파라데)    | 5    |
| 영국 음반 (OCC)                      | 17   |
| 미국 빌보드 200                      | 49   |